# Бобби Витале
Бобби Витале, также известный как «Джерри Форд»(англ. Jerry Forde) (англ. Bobby Vitale, настоящее имя англ. Gerald R. Forde) — американский порноактёр.

## Карьера

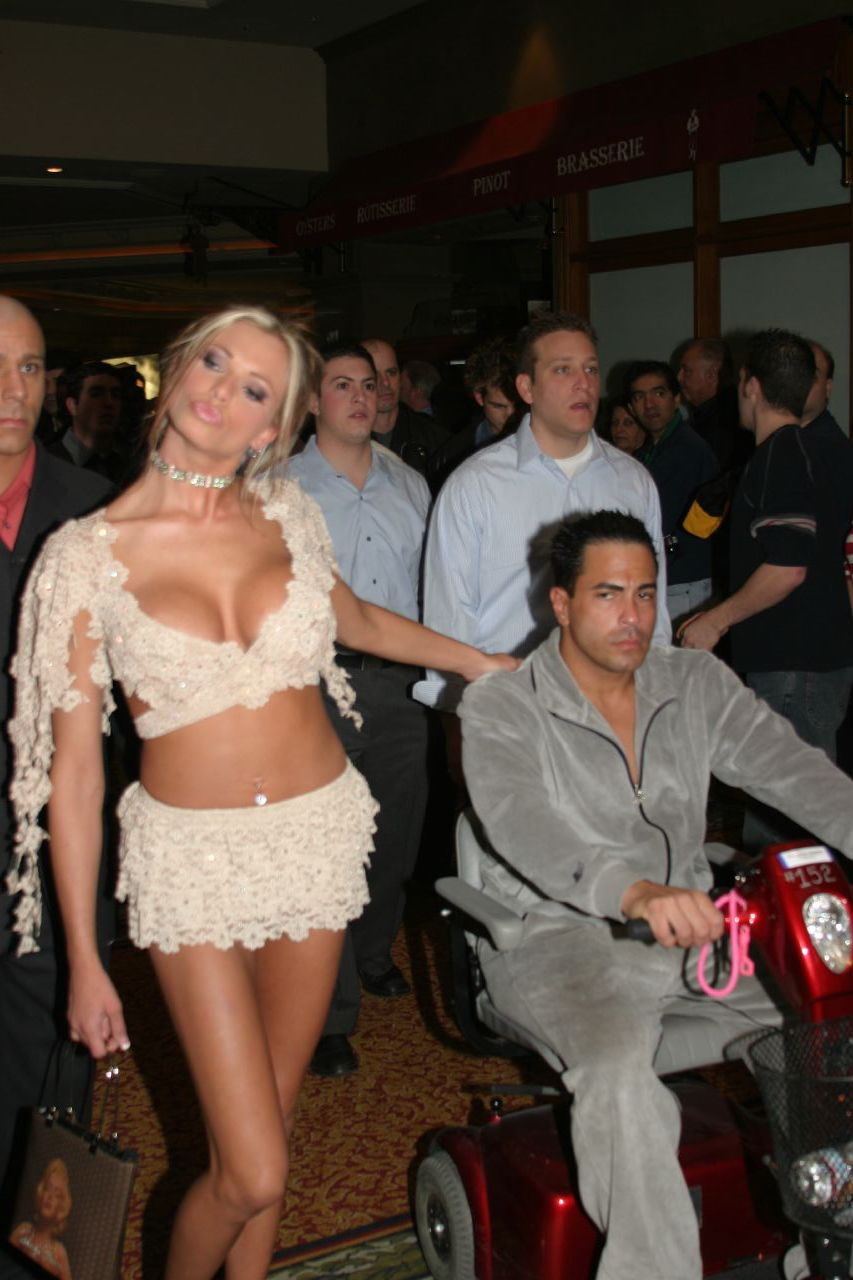
Бобби Витале (справа) со своей бывшей женой Брианой Бэнкс на AVN Awards, 2004 год

Дебютировал в порноиндустрии в 1995 году, в возрасте около 30 лет, и исполнил более 418 ролей. Его фильмография включает фильмы режиссёра Джона Лесли (порноактёр). Выступил режиссёром для двух фильмов.

## Личная жизнь
Родился 30 июня 1965 года.
Был женат на порноактрисе Никки Тайлер с 1996 по 1998 год. Они снимались вместе в сценах. Затем пара развелась, и Витале женился на Бриане Бэнкс (развелись в 2006 году).
В 2004 году Витале был сбит автомобилем, в результате чего у него были повреждены кости таза и мочеиспускательный канал, и ему временно пришлось использовать инвалидное кресло и мешок колостомы.

Выйдя в отставку в середине 2000-х годов, Витале несколько лет работал в магазине в Южной Калифорнии. Он утверждал, что готов вернуться в порноиндустрию в 2011 году, но из этого ничего не вышло.

## Награды
- 2000 XRCO Award — исполнитель года[8]
- 2001 AVN Award — лучшая парная сцена (фильм) – Facade (вместе с Сидни Стил)[9]